# Sharpsville (Pensilvania)
Sharpsville es un borough ubicado en el condado de Mercer en el estado estadounidense de Pensilvania. En el año 2000 tenía una población de 4,500 habitantes y una densidad poblacional de 1,253 personas por km².

## Geografía
Sharpsville se encuentra ubicado en las coordenadas 41°15′32″N 80°28′54″O / 41.25889, -80.48167

## Demografía
Según la Oficina del Censo en 2000 los ingresos medios por hogar en la localidad eran de $32,580 y los ingresos medios por familia eran $39,468. Los hombres tenían unos ingresos medios de $31,969 frente a los $21,339 para las mujeres. La renta per cápita para la localidad era de $17,979. Alrededor del 8.4% de la población estaba por debajo del umbral de pobreza.